# Liste der Wappen im Enzkreis
Diese Liste beinhaltet alle in der Wikipedia gelisteten Wappen des Enzkreises in Baden-Württemberg, inklusive historischer Wappen. Fast alle Städte, Gemeinden und Kreise in Baden-Württemberg führen ein Wappen. Sie sind über die Navigationsleiste am Ende der Seite erreichbar.

## Enzkreis

Wappen des Enzkreises[1]
Der Enzkreis in Baden-Württemberg

## Städtewappen im Enzkreis

Heimsheim
Knittlingen
Maulbronn
Mühlacker
Neuenbürg

- Heimsheim[2]
- Knittlingen[3]
- Maulbronn[4]
- Mühlacker[5]
- Neuenbürg[6]

## Gemeindewappen im Enzkreis

Birkenfeld[7]
Eisingen[8]
Engelsbrand[9]
Friolzheim[10]
Illingen[11]
Ispringen[12]
Kämpfelbach[13]
Keltern[14]
Kieselbronn[15]
Königsbach-Stein[16]
Mönsheim[17]
Neuhausen[18]
Neulingen[19]
Niefern-Öschelbronn[20]
Ölbronn-Dürrn[21]
Ötisheim[22]
Remchingen[23]
Sternenfels[24]
Straubenhardt[25]
Tiefenbronn[26]
Wiernsheim[27]
Wimsheim[28]
Wurmberg[29]

## Ehemalige Gemeindewappen

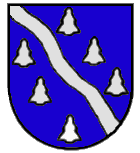
Arnbach
Bauschlott[31]
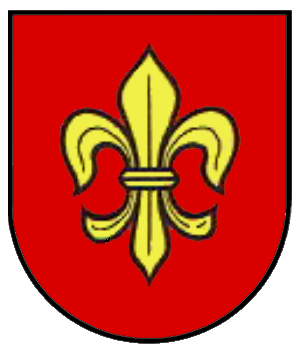
Bilfingen
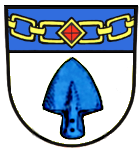
Birkenfeld, alt
Conweiler[34]
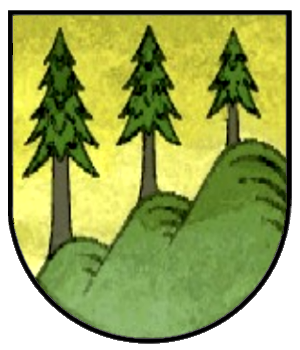
Dennach
Diefenbach[36]
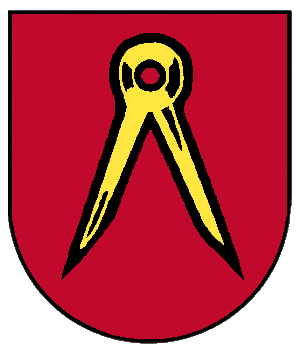
Dietenhausen
Dietlingen[38]
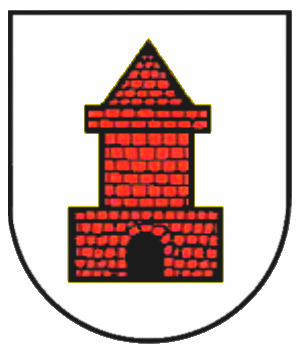
Dürrn
Ellmendingen[40]
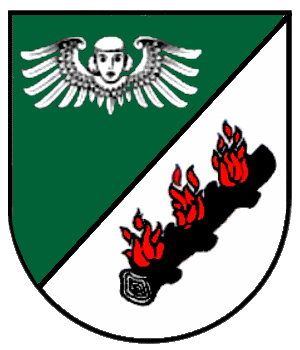
Engelsbrand
Enzberg[42]
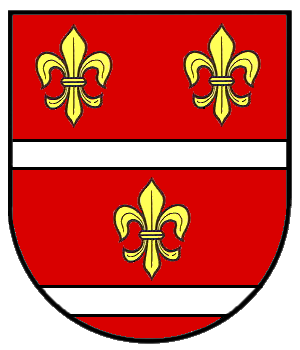
Ersingen
Feldrennach[44]
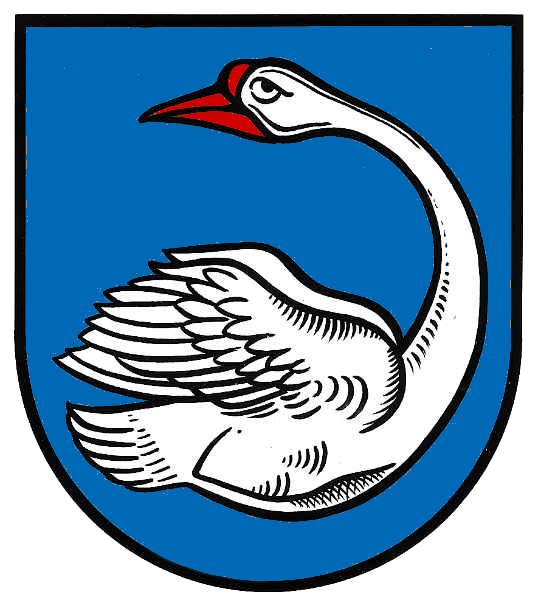
Freudenstein
Göbrichen[46]
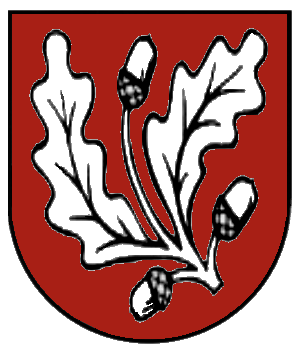
Gräfenhausen
Großglattbach[48]
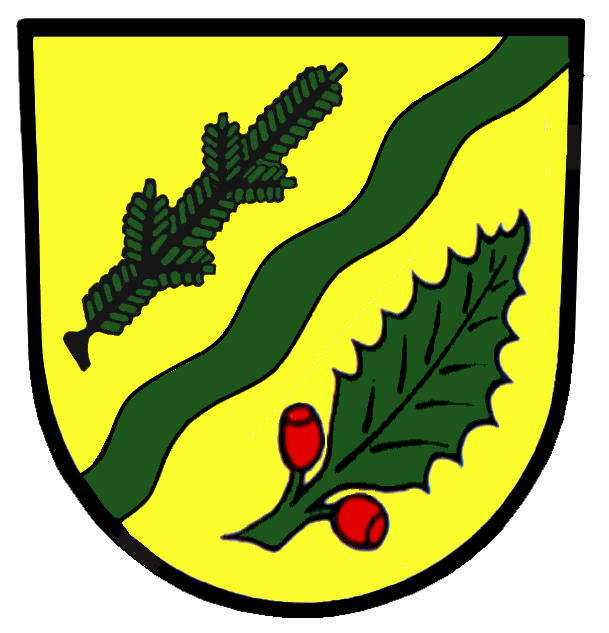
Grunbach
Hamberg[50]
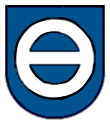
Iptingen
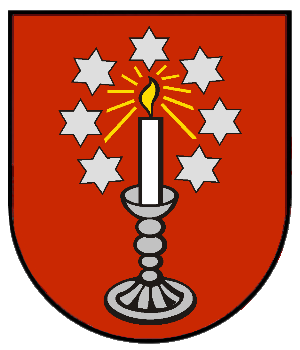
Kleinvillars
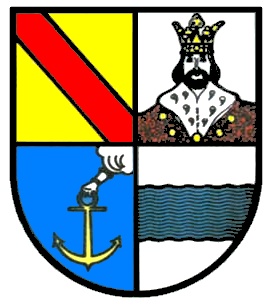
Königsbach-Stein
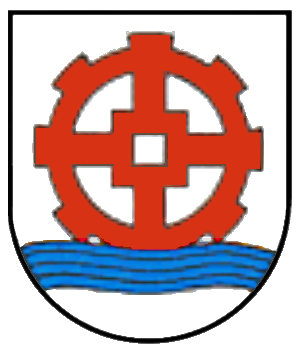
Langenalb
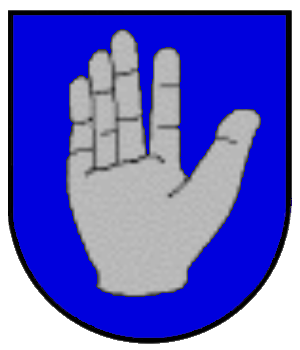
Lehningen
Lienzingen[56]
Lomersheim[57]
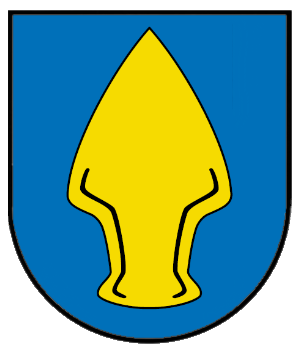
Mühlhausen
Mühlhausen an der Enz[59]
Neuhausen[60]
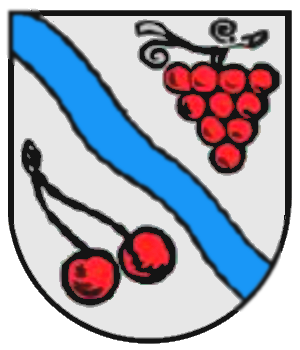
Niebelsbach
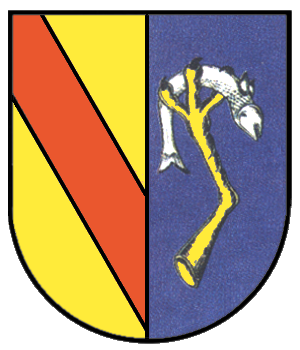
Niefern
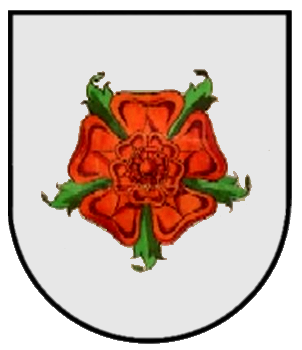
Nöttingen
Nußbaum[64]
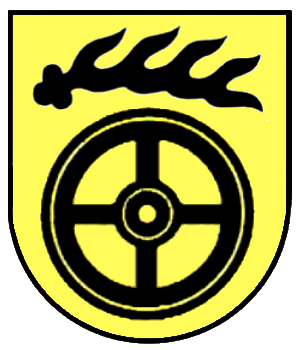
Ölbronn
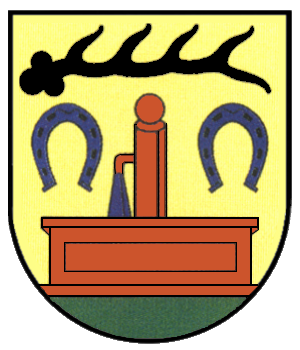
Öschelbronn
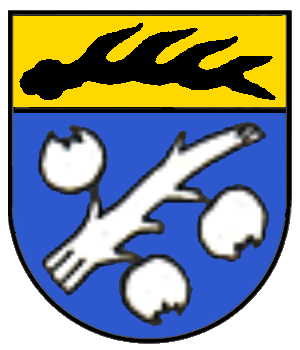
Ottenhausen
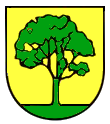
Pinache
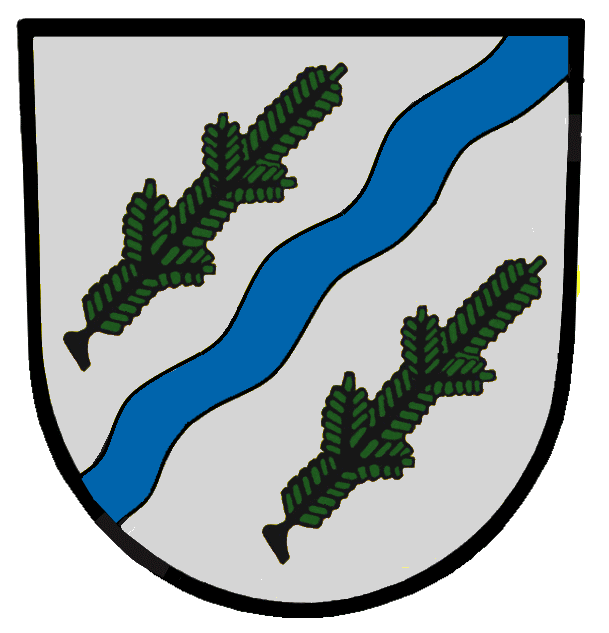
Salmbach
Schellbronn[70]
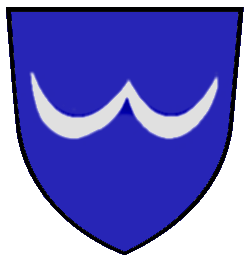
Schmie
Schützingen'[72]
Schwann[73]
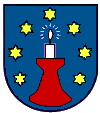
Serres
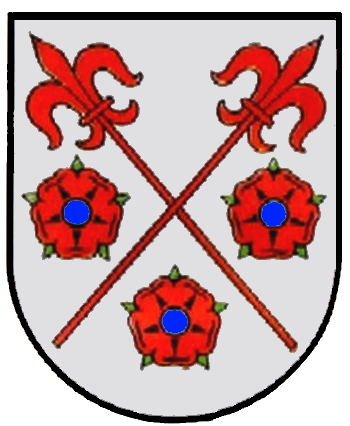
Singen
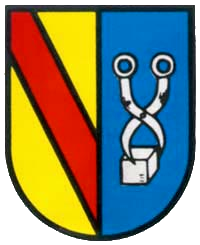
Stein
Steinegg[77]
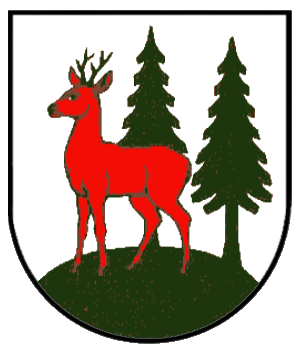
Waldrennach
Weiler[79]
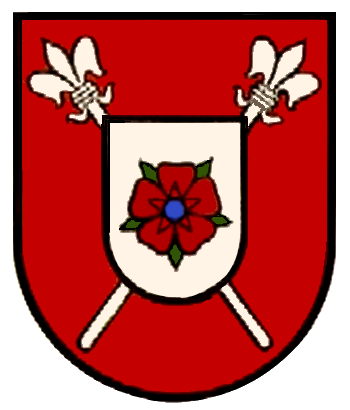
Wilferdingen
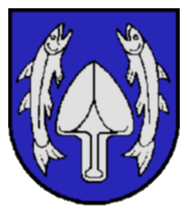
Zaisersweiher

## Blasonierungen
1. ↑  Enzkreis: In Gold ein blauer Wellenbalken, oben und unten begleitet von je zwei blauen Rauten.
2. ↑  Heimsheim: In Grün zwei aus dem Unterrand wachsende schräggekreuzte goldene Ähren.
3. ↑  Knittlingen: In Silber ein goldener Abtstab, beheftet mit zwei schräggekreuzten schwarzen Knitteln.
4. ↑  Maulbronn: In Schwarz auf einem erniedrigten, doppelreihig von Rot und Silber geschachten Balken rechts ein nach links gekehrter goldener Brunnen mit silbernem Wasserstrahl, links ein stehender goldener Maulesel mit goldener Traglast (Sack).
5. ↑  Mühlacker: In Blau ein goldener Wellenbalken, begleitet oben von einem goldenen Ring mit rotem Stein, unten von einem vierspeichigen, sechsschaufligen goldenen Mühlrad mit roter Nabe.
6. ↑  Neuenbürg: In Silber ein schwebender, sechseckiger roter Turm mit spitzem Dach.
7. ↑  Birkenfeld: Unter blauem Schildhaupt, worin eine durchgehende, viergliedrige goldene Kette beheftet mit einem quadratischen, auf die Spitze gestellten, auf die Spitze gestellten, golden bordierten roten Edelstein, in Gold ein zweiblättriger grüner Eichenzweig mit drei grünen Eicheln.
8. ↑  Eisingen: In Rot über einem linkshin liegenden silbernen Rebmesser mit goldenem Griff eine goldene Pflugschar.
9. ↑  Engelsbrand: In Silber eine schräglinke blaue Wellenleiste, darüber ein schräglinkes grünes Stechpalmenblatt mit zwei roten Beeren, darunter ein schräglinker gestümmelter schwarzer Ast mit drei roten Flammen.
10. ↑  Friolzheim: In gespaltenem Schild vorne in Gold zwei blaue Balken, hinten in Blau ein goldener Hirschrumpf.
11. ↑  Illingen: In von Blau und Gold schrägrechts geteiltem Schild oben an schräglinker roter Stange mit goldener Spitze eine rechtshin flatternde goldene Fahne, unten ein schräggestellter roter Schlüssel.
12. ↑  Ispringen: In Rot eine goldene Schafschere.
13. ↑  Kämpfelbach: In Gold ein roter, mit zwei goldenen Lilien belegteiner Schräglinksbalken.
14. ↑  Keltern: In im Göpelschnitt geteiltem Schild im 1. Feld in Silber eine blaue Traube, im 2. Feld in Blau ein silberner Pokal, im 3. Feld über goldenem Schildfuß ein goldenes Keltergebäude mit den Dachseiten an der Schnittlinie, darin in Schwarz eine goldene Traubenpresse.
15. ↑  Kieselbronn: In Rot ein goldener Schwimmfuß.
16. ↑  Königsbach-Stein: In geviertem Schild; Feld I: In Gold ein roter Schrägbalken; Feld 2: In Silber aus dem Unterrand wachsend die Büste eines Königs mit golden besetztem roten Mantel, Hermelinkragen und goldener Krone mit roten Edelsteinen; Feld 3: In Blau ein silberner Steinheber mit silbernem Steinquader; Feld 4: In Silber ein blauer Wellenbalken.
17. ↑  Mönsheim: In Rot auf grünem Dreiberg ein silberner Zinnenturm mit spitzem Helm.
18. ↑  Neuhausen: In Silber auf einem von Blau und Gold geteilten Schildfuß ein rotes Haus mit zwei Schornsteinen, zwei von den Giebeln linkshin flatternden roten Fähnlein, sechs (3:3) roten Fenstern an der Front, geschlossenem Tor und einem roten Fenster an der linken Giebelseite.
19. ↑  Neulingen: In Rot ein mit zwei schwarzen Rauten belegter goldener Schrägbalken, darüber ein goldener Großbuchstabe Gold, darunter ein goldener Sester.
20. ↑  Niefern-Öschelbronn: In Blau ein goldener Brunnen mit zwei Röhren, aus denen ein silberner Wasserstrahl fließt, darüber drei goldene, sechsstrahlige Sterne.
21. ↑  Ölbronn-Dürrn: In Gold über grünem Berg, worin ein schräglinkes goldenes Eichenblatt mit schräger goldener Eichel, rechts ein vierspeichiges schwarzes Pflugrad, links ein gemauerter roter Turm mit Flankenmauern, Wehrgang und Spitzdach.
22. ↑  Ötisheim: In Gold schräggekreuzt ein roter Abtsstab und eine grüne Eidechse.
23. ↑  Remchingen: In Rot zwei gekreuzte silberne Lilienstäbe, davor in silbernem Herzschild eine blaubesamte rote Rose mit grünen Kelchblättern.
24. ↑  Sternenfels: In Silber auf einem dreistufigen blauen Felsen ein gestürzter siebenstrahliger roter Stern.
25. ↑  Straubenhardt: Geviert von Blau und Silber, in 2 und 3 je ein schwarzer Schemel.
26. ↑  Tiefenbronn: In Blau auf grünem Boden ein gemauerter, goldener Ziehbrunnen mit goldenem Eimer.
27. ↑  Wiernsheim: In Schwarz ein goldener Abtsstab, umrankt von zwei silbernen Eichenzweigen, beiderseits begleitet von je fünf goldenen Sternen.
28. ↑  Wimsheim: In Blau über einem goldenen Stern eine goldene Hafte.
29. ↑  Wurmberg: In gespaltenem Schild vorne in Gold ein mit der Krümme nach links gekehrter Abtsstab, hinten in Rot ein silberner Leuchter mit brennender Kerze.
30. ↑  Arnbach: In Blau ein silberner Wellenschrägbalken, beiderseits begleitet von je drei silbernen Tannen.
31. ↑  Bauschlott: In Gold das rote Dorfzeichen (ein Sester mit Quer- und oberhalbem Längsbalken).
32. ↑  Bilfingen: In Rot eine goldene Lilie.
33. ↑  Birkenfeld alt: Unter blauem Schildhaupt, darin eine goldene Kette mit rotem Stein, in Silber eine gestürzte blaue Pflugschar.
34. ↑  Conweiler: In Schwarz ein silberner Sester.
35. ↑  Dennach: In Gold auf grünem Dreiberg drei grüne Tannen, nach links größer werdend.
36. ↑  Diefenbach: In Rot über einer erniedrigten silbernen Wellenleiste eine pfahlweis gestellte silberne Weinberghape mit goldenem Griff.
37. ↑  Dietenhausen: In Rot das goldene Dorfzeichen (ein stilisierter Zirkel).
38. ↑  Dietlingen: In gespaltenem Schild vorne in Gold ein roter Schragen, hinten in Rot ein goldenes Rebmesser mit schwarzem Griff.
39. ↑  Dürrn: In Silber ein roter Turm mit Flankenmauern, Wehrgang und Spitzdach.
40. ↑  Ellmendingen: In Gold der schwarze Großbuchstabe E [gerundete Form, ähnlich der spiegelverkehrten Ziffer 3].
41. ↑  Engelsbrand alt: In schräglinks geteiltem Schild oben in Grün ein silberner Engelskopf mit Flügeln, unten in Silber ein schwarzer Stamm, mit roter Flamme brennend.
42. ↑  Enzberg: In Rot ein silberner Ring mit grünem Stein.
43. ↑  Ersingen: In Rot zwei silberne Balken, begleitet oben von zwei, in der Schildmitte von einer goldenen Lilie.
44. ↑  Feldrennach: In Silber ein schwarzes Hufeisen.
45. ↑  Freudenstein: In Blau ein linkshin schwimmender, widersehender silberner Schwan mit rotem Schnabel.
46. ↑  Göbrichen:
47. ↑  Gräfenhausen: In Rot ein silberner Eichenzweig.
48. ↑  Großglattbach: In Gold eine schräg gestellte rote Raute.
49. ↑  Grunbach: In Gold ein grüner Wellenschräglinksbalken, begleitet oben von einem grünen Tannenzweig, unten von einem grünen Stechpalmenblatt mit zwei Beeren.
50. ↑  Hamberg: In Blau zwei goldene Balken, das Ganze belegt mit einer gestürzten silbernen Pflugschar.
51. ↑  Iptingen: In Blau das silberne Fleckenzeichen in Form einer kreisförmigen Gürtelschließe mit balkenweis gestelltem Steg.
52. ↑  Kleinvillars: In Rot eine brennende silberne Kerze, umgeben von sieben silbernen Sternen.
53. ↑  Königsbach: In geviertem Schild in 1. in Gold ein roter Schrägbalken, in 2. in Silber die rotbekleidete Halbfigur eines Königs, in 3. in Blau ein geharnischter silberner Arm, aus Wolken im Hinterrand hervorgehend, einen gesenkten goldenen Anker haltend, in 4. in Silber ein blauer Wellenbalken.
54. ↑  Langenalb: In Silber ein erniedrigter blauer Wellenbalken, darin eintauchend ein vierspeichiges rotes Mühlrad.
55. ↑  Lehningen: In Blau eine zum Schwur erhobene silberne Rechthand.
56. ↑  Lienzingen: In Rot das goldene Fleckenzeichen in Gestalt eines umgekehrten Großbuchstabens S mit fischschwanzähnlichen Enden.
57. ↑  Lomersheim: In geteiltem Schild oben von Gold und Rot fünfmal gespalten, unten Blau.
58. ↑  Mühlhausen (Tiefenbronn): In Blau eine gestürzte goldene Pflugschar.
59. ↑  Mühlhausen an der Enz: In geteiltem Schild oben in Silber ein wachsender roter Adler, unten in Rot drei silberne Schwanenhälse.
60. ↑   Neuhausen  alt: In Silber auf grünem Boden ein rotes Haus, das Dach mit zwei Fähnchen besteckt.
61. ↑  Niebelsbach: In Silber eine blaue Wellenschrägleiste, darüber eine an einem Stiel hängende rote Traube, darunter zwei zusammenhängende rote Kirschen.
62. ↑  Niefern: Im gespalteten Schild rechts das Badische Wappen, links ein Fischreiherfuß, der in der Klaue einen Fisch hält.
63. ↑  Nöttingen: In Silber eine rote Rose mit grünen Kelchblättern.
64. ↑  Nußbaum: In Schwarz zwei goldene Rauten übereinander.
65. ↑  Ölbronn: In Gold unter einer liegenden schwarzen Hirschstange ein vierspeichiges schwarzes Pflugrad.
66. ↑  Öschelbronn: In Gold auf grünem Boden ein roter Brunnen, beseitet von je einem blauen Hufeisen und überhöht von einer liegenden schwarzen Hirschstange.
67. ↑  Ottenhausen: Unter goldenem Schildhaupt, darin eine liegende schwarze Hirschstange, in Blau ein silberner Zweig mit drei silbernen Äpfeln.
68. ↑  Pinache: In Gold auf grünem Boden eine natürliche Föhre.
69. ↑  Salmbach: In Silber ein blauer Wellenbalken, oben und unten je ein grüner Tannenzweig.
70. ↑  Schellbronn: In Gold ein roter Brunnen mit drei Röhren und silbernem Wasser.
71. ↑  Schmie: In Blau das dem Kleinbuchstaben w ähnelnde silberne Fleckenzeichen.
72. ↑  Schützingen: In Gold ein schräger roter Schlüssel.
73. ↑  Schwann: In Blau ein silberner Anker.
74. ↑  Serres: Ein Leuchter mit brennender Kerze. [Siegelbild, keine Wappenverleihung.]
75. ↑  Singen: In Silber zwei schräggekreuzte rote Lilienstäbe, beiderseits und unten begleitet von je einer blau besamten roten Rose mit grünen Kelchblättern.
76. ↑  Stein: In gespaltenem Schild vorne in Gold ein roter Schrägbalken, hinten in Blau ein silberner Steinheber mit silbernem Steinquader.
77. ↑  Steinegg: In gespaltenem Schild vorne in Gold drei gestürzte schwarze Wolfsangeln übereinander, hinten in Blau zwei goldene Balken.
78. ↑  Waldrennach: In Silber auf grünem Berg vor zwei grünen Tannen ein schwarz gehörnter roter Rehbock.
79. ↑  Weiler: In Rot eine goldene Sichel.
80. ↑  Wilferdingen: In Rot zwei schräggekreuzte silberne Lilienstäbe, davor in silbernem Herzschild eine blau besamte rote Rose mit grünen Kelchblättern.
81. ↑   Zaisersweiher: In Blau eine gestürzte silberne Pflugschar zwischen zwei pfahlweis gestellten, zugewendeten silbernen Fischen.